# جان جاك ماندريشي
جان جاك ماندريشي (3 يونيو 1984 بباستيا في فرنسا - ) (بالفرنسية: Jean-Jacques Mandrichi)‏ هو لاعب كرة قدم فرنسي في مركز الهجوم. شارك مع منتخب كورسيكا لكرة القدم. أما مع النوادي، فقد لعب مع سي أ باستيا ونادي أجاكسيو ونادي النجم الأحمر سانت أوين ونادي باستيا ونادي جازيليك أجاكسيو ونادي شاتورو ونادي غرونوبل ونادي كان ونادي نانت ونيم أولمبيك وUSC Corte ‏ وAS Excelsior ‏.

## روابط خارجية
- جان جاك ماندريشي على موقع قاعدة بيانات كرة القدم.إي يو (الإنجليزية)
- جان جاك ماندريشي على موقع ليكيب (الفرنسية)
- جان جاك ماندريشي على موقع Soccerway.com (الإنجليزية)